# Grenville (Dakota Południowa)
Grenville – miasto w Stanach Zjednoczonych, w stanie Dakota Południowa, w hrabstwie Day.